# Сезар Пели
Сезар Пели (шп. César Pelli; Сан Мигел де Тукуман, 12. октобар 1926 — Њу Хејвен, 19. јул 2019) био је аргентинско-амерички архитекта који је дизајнирао неке од највиших зграда на свету те друге велике урбане знаменитости. Неки од његових најзначајнијих доприноса на овом пољу су Куле Петронас у Куала Лумпуру и Светски финансијски центар у Њујорку. Амерички институт архитеката назвао га је једним од десет најутицајнијих живих америчких архитеката 1991. и доделио му AIA златну медаљу 1995. године. Године 2008, Савет за високе зграде и урбани хабитат уручио му је Награду за животно постигнуће Лин С. Бидл.